# クリスティヤン・マリノフ
クリスティヤン・アレクサンドロフ・マリノフ（Kristiyan Aleksandrov Malinov、1994年3月30日 - ）は、ブルガリア・ペトリチ出身のサッカー選手。デブレツェニVSC所属。ポジションはMF。元ブルガリア代表。

## クラブ経歴
2008年、リテックス・ロヴェチのユースチームに加入し、2013-14シーズンのFCドブルドジャ・ロヴェチへのレンタル移籍を経て、2013年にリテックスでのトップチームデビューを果たした。
2016年7月1日、PFC CSKAソフィアに移籍した。加入1シーズン目はBチームで出場機会を積みながらトップチームの試合にも17試合に出場した。2シーズン目からレギュラーに定着し、本大会出場とはならなかったが、UEFAヨーロッパリーグの予選にも出場を経験した。
2020年8月19日、OHルーヴェンと3年契約を交わした。

## 代表経歴
2015年6月8日、トルコ代表との親善試合にてブルガリア代表初キャップを刻んだ。